# José Ramón Uriarte
José Ramón Uriarte Zubero (Yurre, Vizcaya, 21 de enero de 1967) es un exciclista español.
Fue ciclista profesional entre 1990 y 1999, estando ligado la mayor parte de su carrera al Banesto (1990-97) y los últimos años al Festina (1998-99). Durante su carrera ciclista fue principalmente un hombre de equipo, alcanzando una notable reputación como gregario.
Participó en 5 Tours de Francia, 3 Giros de Italia y 5 Vueltas a España. Ayudó como gregario a Miguel Induráin a obtener cuatro de sus triunfos en el Tour de Francia, así como uno de sus Giros. A nivel personal su mejor clasificación en una Gran Vuelta fue un 17º puesto en la Vuelta ciclista a España 1993. Fue seleccionado en 4 ocasiones para disputar los Mundiales de ciclismo.

## Palmarés
1993
- Trofeo Luis Ocaña

1994
- 1 etapa de la Challenge a Mallorca
- 1 etapa de la Vuelta a los Valles Mineros

1997
- 1 etapa del Trofeo Joaquim Agostinho
- Descenso del Txitxarro

1998
- Vuelta a Chile

## Resultados en las Grandes Vueltas
| Carrera         | 1991 | 1992 | 1993 | 1994 | 1995 | 1996 | 1997 | 1998 | 1999 |
| --------------- | ---- | ---- | ---- | ---- | ---- | ---- | ---- | ---- | ---- |
| Giro de Italia  | -    | 80.º | -    | 52.º | -    | -    | -    | Ab.  | -    |
| Tour de Francia | -    | 63.º | 94.º | 49.º | 69.º | 92.º | -    | -    | -    |
| Vuelta a España | Ab.  | -    | 17º  | -    | 63.º | -    | -    | 29º  | 65º  |